# Paris (musikalbum)
Paris är den amerikanska popsångerskan Paris Hiltons debutalbum, utgivet den 19 augusti 2006 i Australien, den 21 augusti 2006 i Storbritannien och den 22 augusti 2006 i USA.

## Låtförteckning
1. "Turn It Up" (Scott Storch, Penelope Magnet, Jeff Bowden, Paris Hilton) – 3:12
2. "Fighting Over Me" (feat. Jadakiss & Fat Joe) (Scott Storch, Penelope Magnet, Fat Joe, Jadakiss, Alonzo Jackson, Taura Jackson, Paris Hilton) – 4:01
3. "Stars Are Blind" (Fernando Garibay, Sheppard Solomon, Ralph McCarthy) – 3:56
4. "I Want You" (Jonathan "J.R." Rotem, Kara DioGuardi, Evan Kidd Bogart, Barry Gibb) – 3:12
5. "Jealousy" (Scott Storch, Kara DioGuardi, Paris Hilton) – 3:40
6. "Heartbeat" (Scott Storch, Billy Steinberg, Josh Alexander) – 3:43
7. "Nothing in this World" (Lukasz "Dr. Luke" Gottwald, Sheppard Solomon) – 3:10
8. "Screwed" (Kara DioGuardi, Greg Wells) – 3:41
9. "Not Leaving Without You" (Kara DioGuardi, Greg Wells, Paris Hilton) – 3:35
10. "Turn You On" (Scott Storch, Paris Hilton, Alonzo Jackson, Taura Jackson, Courtney Triggs) – 3:06
11. "Do Ya Think I'm Sexy?" (Rod Stewart, Carmine Appice, Duane Hitchings) – 4:34